# Warm Slime
Warm Slime — десятый студийный альбом американской рок-группы Osees из Сан-Франциско. Он был выпущен 11 мая 2010 года лейблом In The Red Records. Это четвёртый альбом, выпущенный под названием «Thee Oh Sees», после того как группа ранее была известна как «OCS», «The Ohsees» и «The Oh Sees».

## История
В буклете альбома указано, что он был «записан вживую на 60 6th Street в Сан-Франциско за один день, через неделю после гей-парада 2009 года на Tascam 388». 60 6th Street в Сан-Франциско в то время был адресом Club Six, хип-хоп-клуба, в котором работал Джон Дуайер. Дуайер описал Club Six как «большую, просторную комнату с красивой деревянной сценой, паркетными полами и очень высокими потолками. Я заплатил им 500 долларов, чтобы записаться в этой комнате в течение 12 часов». Весь альбом был записан «вживую» без наложений, чтобы воссоздать атмосферу живых выступлений группы. Майк Донован, лидер Sic Alps, был единственным приглашённым музыкантом в альбоме. Донован был бывшим соавтором, который участвовал в альбоме OCS 2005 года 3&4, на котором он исполнил вокал для песни «Burning Beauties». Как и большая часть каталога группы, Warm Slime был записан и сведён Крисом Вудхаусом.
Большое внимание привлёк заглавный трек альбома. Продолжительностью более тринадцати с половиной минут, это была самая длинная песня, которую группа когда-либо выпускала. Дуайер утверждал, что хотел записать длинную песню, подобную «Yoo Doo Right» группы Can, «When the Music’s Over» группы The Doors и «In-A-Gadda-Da-Vida» группы Iron Butterfly.

## Отзывы
| Оценки критиков  | Оценки критиков |
| Источник         | Оценка          |
| ---------------- | --------------- |
| Allmusic         | [ 4 ]           |
| Drowned in Sound | (8/10)          |
| NME              | (7/10)          |
| Pitchfork Media  | (6.9/10)        |
| Tiny Mix Tapes   | [ 8 ]           |

Альбом получил положительные отзывы от музыкальных критиков.
Марк Деминг написал в AllMusic, что «Warm Slime — четвёртый альбом за три года от Джона Дуайера и его бродячей группы психоделических мародёров, и, если верить примечаниям к альбому, они записали его за один день в 2009 году. Полуфабрикату не хватает некоторой точности и отточенности, но Thee Oh Sees явно были достаточно слаженны, чтобы сделать этот материал запоминающимся, как только лента начала крутиться. Заглавная песня длится 13 с половиной минут, и хотя Дуайер мог бы дать себе достаточно места для фрагментированного гитарного бренчания, вместо этого он позволяет настойчивому ритму песни взять верх, и пульсирующий грув несёт её с гипнотическим эффектом, даже когда мелодия уплывает в эфир. Остальные шесть песен имеют более традиционную длину поп-сингла, хотя с густыми, звенящими гитарными партиями Двайера и Пити Даммита, яростной игрой на барабанах Майкла Уэйна Шоуна и лоу-тек клавишными Бриджит Доусон эта группа может вложить в три минуты столько же энергии, сколько другие группы в 30. И хотя „Warm Slime“ даёт Thee Oh Sees возможность растянуть ноги и исследовать свой звуковой космос, другие композиции показывают, что они могут писать простые, но незабываемо запоминающиеся мелодии, когда им хочется, и эта мысль, должно быть, пришла кому-то в голову в день, когда они записывали этот диск. Как и предполагает название, Warm Slime — это липкая, но любопытно привлекательная вещь, и погрузиться в неё, возможно, не самый безопасный способ провести время, но это действительно приятный опыт».

## Список композиций
| №  | Название                | Длительность |
| -- | ----------------------- | ------------ |
| 1. | «Warm Slime»            | 13:30        |
| 2. | «I Was Denied»          | 3:38         |
| 3. | «Everything Went Black» | 3:19         |
| 4. | «Castiatic Tackle»      | 2:26         |
| 5. | «Flash Bats»            | 3:17         |
| 6. | «Mega-Feast»            | 2:10         |
| 7. | «MT Work»               | 2:28         |